# Egernia roomi
Egernia roomi es una especie de escinco del género Egernia, familia Scincidae. Fue descrita científicamente por Wells and Wellington en 1985.
Habita en Australia, Nueva Gales del Sur (Parque nacional Monte Kaputar).